# Agustín Fernández Paz
Agustín Fernández Paz (Vilalba, Galícia, 1947 – Vigo, 12 de juliol de 2016) fou un escriptor gallec. Era llicenciat en Ciències de l'educació. Va treballar com a professor d'EGB en diferents centres i posteriorment com a professor de Llengua i Literatura Gallega fins a la seva prejubilació en 2008, any que va guanyar el Premi Nacional de Literatura Infantil i Juvenil.

## Trajectòria
Entre 1988 i 1990 va ser membre del Gabinet d'Estudis per a la Reforma Educativa, de la Conselleria d'Educació i Ordenació Universitària, formant part de l'equip de Llengua que va preparar els Dissenys Curriculars per a les etapes de Primària i Secundària. De 1990 a 1995, va treballar com Coordinador Docent del Gallec. Era membre de la Ponència de Llengua del Consell de la Cultura Gallega i assessor del Programa Sol, de la Fundació Germán Sánchez Ruipérez. Codirigeix, també, la Col·lecció Merlín de literatura infantil i juvenil. Preocupat per la renovació pedagògica, va ser membre fundador dels col·lectius Avantar i Nova Escola Galega i va participar en l'elaboració de nombrosos materials didàctics com les sèries Nobelos de Papel (per a l'ensenyament globalitzat en gallec en el cicle inicial), !Ámote, mundo! (per a l'àrea d'experiències), "Canles", "Labia" i "O noso Galego/Lingua Galega" para diferents nivells escolars. Fou autor de llibres de text i d'obres de literatura infantil i juvenil, i membre del Consell de la Cultura Gallega.

## Obra
- A cidade dos desexos, 1989 (novela juvenil)
- As flores radiactivas, 1990 (novela juvenil)
- Contos por palabras, 1991 (narrativa juvenil). Premi Lazarillo. Seleccionada por la Fundación Germán Sánchez Ruipérez como una de las cien mejores obras de la literatura infantil española del siglo XX.
- Lonxe do mar, 1991 (narrativa juvenil)
- O tesouro do dragón Smaug, 1993 (narrativa juvenil)
- Rapazas, 1993 (narrativa juvenil)
- Unha lúa na fiestra, 1994 (narrativa juvenil)
- As tundas do corredor, 1993 (narrativa infantil)
- Trece anos de Branca, 1994 (novela juvenil)
- Cartas de inverno, 1995 (novela juvenil)
- Amor dos quince anos, Marilyn, 1995 (novela juvenil)
- Avenida do Parque, 17, 1996 (novela juvenil)
- O centro do labirinto, 1997 (novela juvenil)
- A néboa escura, 1998 (narrativa infantil)
- O laboratorio do doutor Nogueira, 1998 (novela juvenil)
- Noite de voraces sombras, 2002 (novela juvenil)
- Un tren cargado de misterios
- Tres pasos polo misterio, 2004
- Aire negro, 2000 "Aire negre" Premi de Literatura Protagonista Jove 2001
- Corredores de sombra, 2006 (Novela juvenil)
- O único que queda é o amor, 2007